# Ильинское (Ломовский сельский округ)
Еще одна деревня с этим названием в том же сельском поселении расположена также между дорогой Рыбинск и Ярославль, но ближе к Рыбинску, в Октябрьском сельском округе.
Ильи́нское — деревня Ломовского сельского округа в Октябрьском сельском поселении Рыбинского района Ярославской области .
По сведениям 1859 года относилась к Романово-Борисоглебскому уезду .
Деревня расположена на правом высоком берегу реки Волги, это последняя деревня Рыбинского района вниз по правому берегу Волги, в юго-восточной части поселения. Деревня удалена примерно на 2 км на северо-восток от автомобильной дороги Р151 Рыбинск-Ярославль, с которой связана дорогой, идущей в южном направлении. Пространство между деревней и дорогой Ярославль—Рыбинск занято лесом. С северо-запада от Ильинского на расстоянии около 500 м, отделенная оврагом расположилась деревня Шишланово. Между Ильинским и волжским берегом расположен дом отдыха. На противоположном левом берегу Волги уже территория Тутаевского района — урочище Деевское. Ширина Волги у деревни около 850 м .
Село Ильинское указано на плане Генерального межевания Борисоглебского уезда 1792 года. В 1825 Борисоглебский уезд был объединён с Романовским уездом. По сведениям 1859 года село относилось к Романово-Борисоглебскому уезду .
На 1 января 2007 года в деревне числилось 10 постоянных жителей . Почтовое отделение, расположенное в деревне Дюдьково, обслуживаетв деревне 17 домов .